# 고정일
고정일(본명: 고승후, 1979년 4월 12일 ~ )은 대한민국의 배우이다.

## 학력
- 고려대학교 국어국문학과 학사

## 출연작

### 영화
- 《폭로》 (2022년) - 김중수 역
- 《서치 아웃》 (2020년) - 고 형사 역
- 《바리새인》 (2014년) - 현수 역
- 《공모자들》 (2012년) - 세관원 역
- 《HAAN 한길수》 (2005년) - 요시카와 역
- 《애니깽》 (1997년) - 마루 2 역
- 《우리들의 일그러진 영웅》 (1992년) - 어린 한병태 역
- 《혼자도는 바람개비》 (1991년) - 남식 역
- 《여자의 대지에 비를 내려라》 (1986년)
- 《남과 북》 (1984년)
- 《바람난 도시》(1984년)

### 드라마
- 《신세대 보고 어른들은 몰라요》 (1995년, KBS1)
- 《가시나무 꽃》 (1992년, KBS2)
- 《목소리를 낮춰요》 (1991년, SBS)
- 《천사의 선택》 (MBC, 1989년)

### 광고
- 1992년 빙그레 우리집라면 (김세윤과 함께 출연)

## 수상
- 1991년 제29회 대종상 아역상 《혼자도는 바람개비》
- 1992년 제13회 청룡영화상 특별상 《우리들의 일그러진 영웅》
- 1992년 제3회 춘사영화상 아역 우수연기상 《우리들의 일그러진 영웅》